# Дитце, Отто
Отто Дитце (нем. Heinrich Robert Otto Dietze, латыш. Oto Dīce, 1 июля 1833, Хемниц, Королевство Саксония — 17 октября 1890, Рига) — городской архитектор Митавы, один из авторов проекта реконструкции центра Риги (1857) вместе с И.Фельско, активный популяризатор стиля неоготики в архитектуре Лифляндии.

## Биография
Родился в Хемнице (Саксония). Прибыв в Лифляндию по окончании строительной школы на родине, первоначально работал в мастерской Иоганна Фельско, в практике которого уже в 1850-е годы прослеживаются элементы неоготики.  
Этим стилем увлёкся и Дитце, став одним из его активных популяризаторов.
В августе 1856 года гражданский инженер Генрих Роберт Отто Дитце обвенчался с Шарлоттой Луизой Киндерманн в Рижской Домской церкви.
Дитце наиболее известен по своей работе в Митаве в 1863—1872 годах в качестве городского архитектора.  Этот пост он занял после Адольфа Винберга в 1863 году. 
В стиле неоготики Дитце построил дом латышского пастора на Петровской улице (1864), красный кирпич которого перекликался со средневековой архитектурой Мекленбурга, а полукруглые арочные окна — с ганноверской школой.
Большая хоральная синагога (1868), построенная на берегу Дриксы на Водяной улице, выполнена в стиле ренессанса и дополнена готическими оконными розетками.
Значительным событием в жизни города Митавы стало строительство железнодорожной линии Рига-Митава-Мажейки, открытой в 1868 году. Для неё Дитце спроектировал внушительных размеров вокзал, который был построен в 1882 году под руководством инженера Дозе. Для этого строения характерен стиль Дитце: вытянутое в длину здание с выделенной центральной частью и небольшими ризалитами, полукруглые оконные проёмы. 
В Голдингене Дитце восстановил кирпичный мост (самый длинный кирпичный мост Европы — 164 м) через реку Вента (1874), построил Новую ратушу (1868), выполнил обновление Лютеранской церкви Святой Екатерины (1868).
В Либаве спроектировал перестройку Кафедральной церкви  Святой Троицы (1865/1866) и колокольни Церкви Святой Анны.
Один из главных разработчиков проекта реконструкции территории бывших городских укреплений в Риге (1857, совместно с Фельско) с превращением её аристократически-презентабельную зону города, которую должно было озеленить.
В Риге по проектам Дитце было построено около 30 домов — как каменных, так и деревянных. В их числе  д. 5 на улице Маза Пилс (1873), на улице Пелду д. 26/28 (перестройка 1882), на улице Аудею (дом 13, 1873 год, для издательства Л. Бланкенштейна, в последние годы здание практически не использовалось и разрушалось. Принято решение о его сносе).
Генрих Роберт Отто Дитце скончался в Риге 17 октября 1890 года, отпевание состоялось в Реформатской церкви.

## Объекты

### Дома в Риге
- Маза Пилс, 5 (1873)
- Пелду, 26/28 (перестройка 1882)
- Аудею, 13 (1873 год) - издательство Л. Бланкенштейна
- Клостера, 5 (1873)[5]
- Шкюню, 10 (1877)[5]
- Аристида Бриана, 4 (1880)[5]
- Вальню, 45 (1880) и 41 (1888)[5]
- Таллинас, 26 (1881)[5]
- Элизабетес, 39 (1881, сгорело)
- Ерсикас, 12 (1881) и 29 (1883)
- Гертрудес, 75 (1882)[5]
- Александра Чака, 48 (1882)[5]
- Кришьяня Барона, 28 (1882) и 33а (1890)
- Дзирнаву, 153 (1882)
- Марияс, 19 (1882)
- Баложу, 17 (1883)
- Мейстару, 25 (1883)
- Лачплеша, 68 (1884)
- Авоту, 23 (1885)
- Бривибас, 128 к-1 (1885) и 162 (1887)
- Калнциема, 7а (1890)